# Caspar Röist
Caspar Röist (13 de julio de 1478-6 de mayo de 1527) fue un oficial pontificio originario de Suiza y comandante de la Guardia Suiza del papado. Murió mientras lideraba dicho cuerpo militar en su heroica resistencia durante el Saco de Roma en 1527.
Nacido en Zúrich, e hijo del coronel de la Guardia Suiza Marx Röist (1454–1524), Röist era estudiante en Basilea en 1494 y hay registros suyos como juez en Zúrich entre 1500 y 1505.
Se casó con Anna Meyer de Knonau en 1500, y después con Elisabeth Klingler, alrededor de 1517.
Sirvió en la guardia papal con el rango de capitán como delegado en ausencia de su padre entre 1518 y 1524, y después de la muerte de su progenitor ya como comandante a partir de agosto de 1524 hasta su propio fallecimiento.
Políticamente, los años de servicio de Kaspar Röist fueron los más duros por las tensiones diplomáticas entre la Santa Sede y el Sacro Imperio Romano Germánico en 1527, culminando en el terrible Saco de Roma, perpetrado por lansquenetes alemanes y mercenarios españoles e italianos pagados por el emperador Carlos I, quien estaba resuelto a imponer la supremacía del Imperio sobre la Iglesia.
Durante el asalto a Roma, Kaspar Röist, al mando de 189 reclutas, se hizo fuerte en el Cementerio Teutónico, alrededor del obelisco central del camposanto, intentando desesperadamente resistir con vida para poder cubrir la huida del papa Clemente VII al Castillo Sant'Angelo. Röist fue herido en esa batalla y después buscó refugio en su casa particular. Pero fue perseguido por el enemigo, el cual le dio brutal muerte delante de su esposa.